# Туннисеноя
Туннисеноя — река в России, протекает по Питкярантскому району Карелии.
Исток — озеро Мусталампи. Протекает по ненаселённой заболоченной местности. Впадает в залив Уксунлахти Ладожского озера, перед устьем пересекает железную дорогу Янисъярви — Лодейное Поле и трассу 86К-8 («Олонец — Питкяранта — Леппясилта»). Длина реки составляет 15 км.

## Данные водного реестра
По данным государственного водного реестра России относится к Балтийскому бассейновому округу, водохозяйственный участок реки — Водные объекты бассейна оз. Ладожское без рр. Волхов, Свирь и Сясь, речной подбассейн реки — Нева и реки бассейна Ладожского озера (без подбассейна Свирь и Волхов, российская часть бассейнов). Относится к речному бассейну реки Нева (включая бассейны рек Онежского и Ладожского озера).
Код объекта в государственном водном реестре — 01040300212102000011303.